# Manila-Galeone

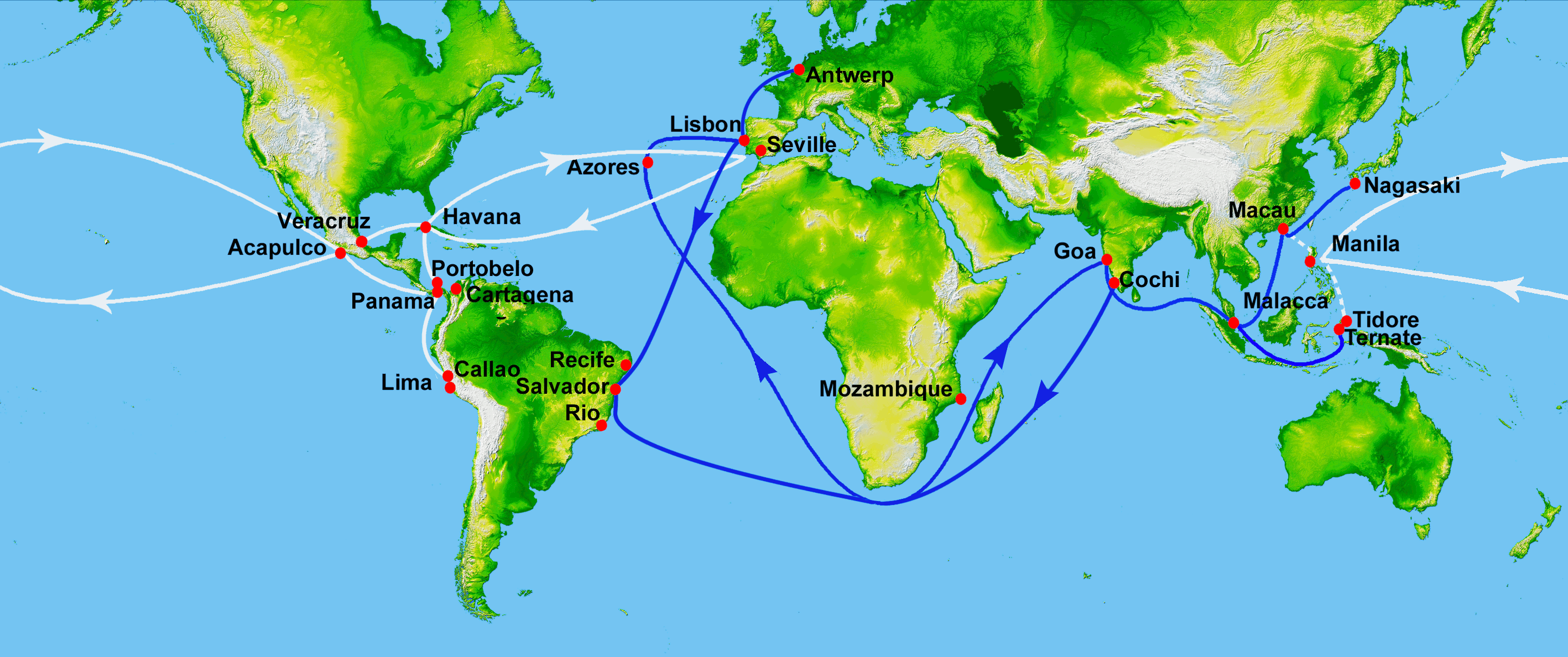
Die Route zwischen Manila und Acapulco sowie Mittelamerika und Spanien (in weiß)

Als Manila-Galeone (spanisch: Galeón de Manila) bezeichnet man ein spanisches Schiff, das zur Zeit des Spanischen Kolonialreiches den Warenverkehr zwischen Manila, der Hauptstadt der von Neuspanien aus als Subkolonie verwalteten Philippinen, und Acapulco besorgte.

## Begriff und Typ
Der Name bezieht sich nicht auf einen speziellen Galeonentyp, sondern auf den Ausgangshafen Manila, von dem aus die mit Waren aus dem Fernen Osten (zum Beispiel Edelsteine, Gewürze, Porzellan, Seide) beladenen Schiffe meist einmal jährlich nach Acapulco aufbrachen, wo sie wiederum Silber an Bord nahmen und zum Erwerb der fernöstlichen Waren zurückbrachten. Der Begriff Galeone wurde auch weiterverwendet, als selbst in Spanien dieser Schiffstyp mit seinen Bautraditionen nicht mehr gebaut wurde.

## Die Handelsroute

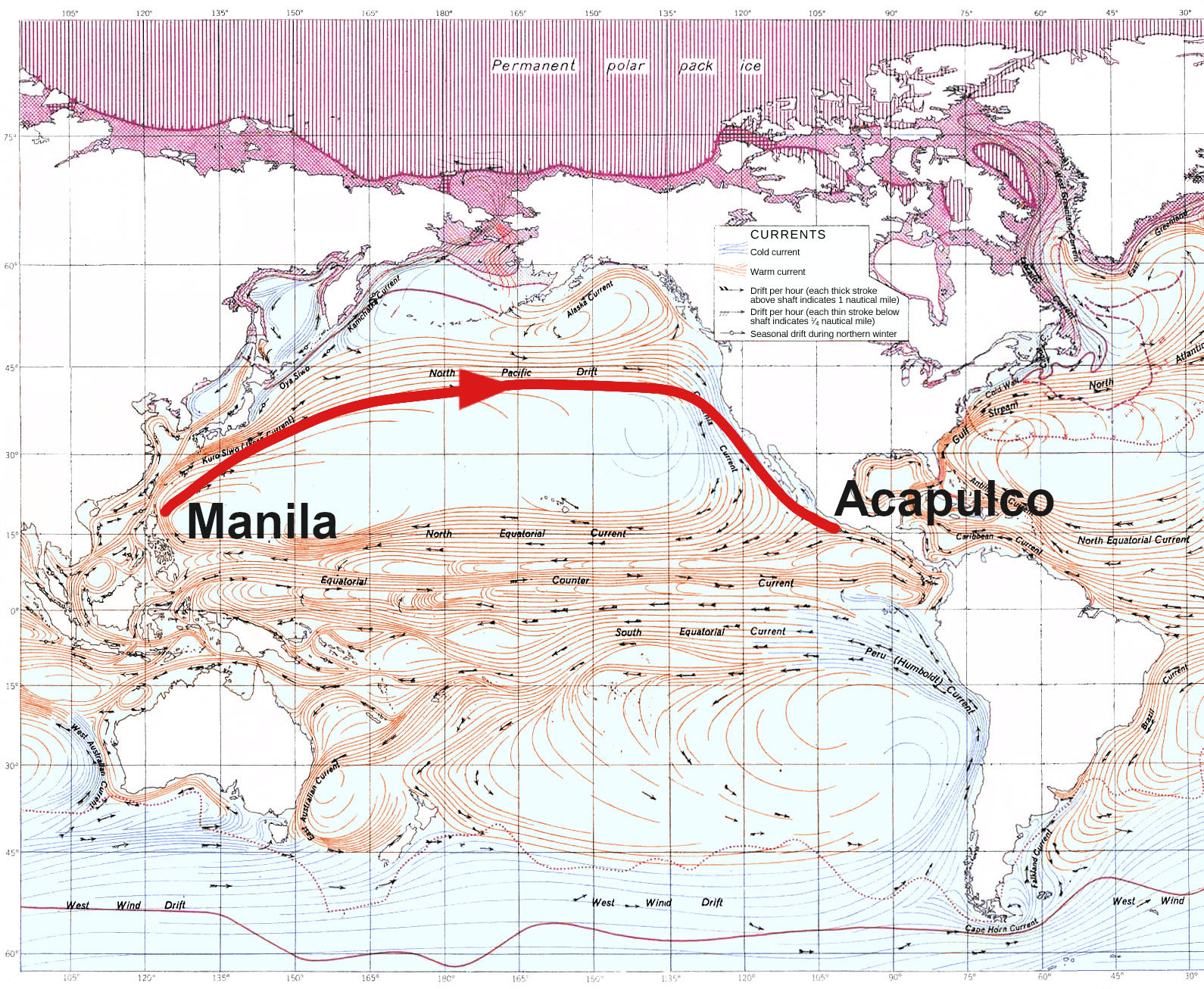
Manila-Acapulco-Route von den Philippen über Guam auf den Marianen nach Mexiko

Zwar fuhren bereits ab 1565 regelmäßig Schiffe von den Philippinen nach Neuspanien, doch der Schiffsverkehr auf der Manila-Acapulco-Route begann erst nach der Eroberung Manilas durch Miguel López de Legazpi im Jahr 1570. Ein wichtiger Zwischenstopp der Route waren die 1565 annektierten Marianen. Dafür wurde auf der Insel Guam eine Garnison aus etwa 20 spanischen Offizieren und Unteroffizieren, 110 Mann philippinischer Truppen sowie eine ungefähr 460 Mann starke per Los rekrutierte Miliz der lokalen Bevölkerung unterhalten. Die Kosten für diese Garnison in Höhe von 20.000 Pesos wurden als jährliches Real Situado aus in Acapulco erhobenen Zolleinnahmen der Manila-Galeone finanziert.
Der Umfang des Handels wurde von der spanischen Krone streng limitiert. So wurde der jährliche Umfang des Handels 1595 auf 300 t und 1702 auf 500 t beschränkt. Dieses Handelsvolumen konnten ein bzw. zwei Galeonen decken. Die mit der Unabhängigkeit Mexikos im Jahr 1821 verbundene Auflösung des Vizekönigreichs Neuspanien bedeutete auch das endgültige Aus für die Manila-Acapulco-Route. Von den 108 Galeonen, die im Verlauf von 250 Jahren (1565 bis 1815) die Reise in der Regel mehrmals unternahmen, gingen 30 verloren, lediglich 4 davon wurden von Freibeutern erobert.
Hunger und Krankheiten, v. a. der von den Spaniern als „holländische Krankheit“ bezeichnete Skorbut, machten den Mannschaften der Manila-Galeonen auf der langen, mindestens zwei Monate dauernden Reise regelmäßig zu schaffen.
In den 1630er Jahren wurden auf zwei Galeonen 105 Besatzungsmitglieder von der Mannschaft über Bord geworfen, damit die anderen dem drohenden Hungertod entgehen konnten. Im Jahr 1657 wurde die Manila-Galeone San José an der Küste nahe Acapulco entdeckt; an Bord lagen die Leichen von Verhungerten und Verdursteten. Im Frachtraum fand man viel Seide, die aus Asien nach Amerika verschifft werden sollte.
Erreichten die Galeonen mit ihren Silberladungen nicht Manila, so konnten die dortigen Kaufleute keinen Handel mit den Chinesen treiben, da sie diesen außer dem Edelmetall nichts Interessantes zu bieten hatten. Erlitten die Galeonen auf der Rückreise Schiffbruch, konnten die Waren, für welche die Spanier in Amerika Silber bezahlt hatten, nicht Acapulco erreichen. So wurde der Handel in Manila, dem Schnittpunkt des chinesischen und spanischen Handelsnetzes, völlig lahmgelegt, als 1638 und 1639 nacheinander drei Galeonen sanken oder auf Grund liefen, darunter die Nuestra Señora de la Concepción.

## Moderner Nachbau
Ein modifizierter Nachbau ist die Galeón Andalucía. Ihre Jungfernfahrt hat sie 2010 zur Weltausstellung nach Shanghai und anschließend nach Manila geführt. Die Reiseroute und der aktuelle Standort wird im Internet publiziert.

## Reisebericht
Einen in seiner Ausführlichkeit einmaligen Bericht der beschwerlichen Seereise mit der Manila-Galeone liefert der Abenteurer und weltreisende Italiener Gemelli Careri (1651–1725), der das Schiff auf seiner Erdumrundung von West nach Ost nutzte: „Die schrecklichste und längste Reise, die es auf der Welt gibt – so kann man die Fahrt von den Philippinen nach Amerika wohl nennen.“. Während die Hinreise aufgrund von Stürmen und Gegenwinden sieben Monate dauerte, galt die Rückfahrt nach Manila wegen des stetigen Rückenwindes bei einer „Fahrtzeit von zweieinhalb, höchstens drei Monaten“ als gefahrlos.